# Mósa László
Sáros-berkeszi Mósa László (1710. december 9. – 1775. november 10.) megyei főbíró.

## Élete
Mósa László kővári alkapitány és Viski Krisztina fia. Hivatali pályáját a főkormányszéknél kezdte, majd az Erdély- és Oláhországi határkijárás jegyzőkönyvét vitte, miről naplója a guberniális levéltárban van. Belső-Szolnok-vármegye főjegyzője, majd főbírája és több megye táblabírája volt Désen.

## Munkája
- Lessus funebris, in obitum insperatum… Gabrielis Atzél de Szathmár medici juxta ac theologi nec non historici celeberrimi, quo, tanquam cognato suo, amicissima etiam necessitudine sibi a teneris juncta moestus parentavit… anno M. DCCLII., Pridie Cal. Majas. Claudiopoli, 1763. (Versben). Erdély történetén sokat dolgozott és két kötet kéziratban hagyta hátra; kézirata a Magyar Nemzeti Múzeumban: Fragmenta erectionem limitaneae ejusque praesertim Siculiae militiae Transsylvaniae concernentia collecta, ívrét 119 levél.